# Ronny Borchers
Pour les articles homonymes, voir Borchers.
Ronald Borchers est un footballeur allemand né le 10 août 1957 à Francfort où il est mort le 18 août 2024.

## Carrière
- 1975-1984 : Eintracht Francfort  Allemagne
- 1984-1985 : Arminia Bielefeld  Allemagne
- 1986-1987 : Waldhof Mannheim  Allemagne[2]

## Palmarès
- 6 sélections et 0 but avec l'équipe d'Allemagne entre 1978 et 1981
- Vainqueur de la Coupe de l'UEFA en 1980 avec l'Eintracht Francfort